# 冠輝保安
冠輝集團控股有限公司，簡稱冠輝，以及冠輝（英語：「King ForceGroup Holdings Limited，港交所：8315），在2003年，由盧家輝（譯音）和李麗娥（譯音）於香港（總部）成立「冠輝警衛有限公司」。
主席為傅奕龍（是在2005年6月30日，以5000港元收購該公司50%股權），首席執行官為廖麗瑩（傅奕龍配偶）。
業務在本港經營護衛保安服務和手機遊戲業務。
截至2016年3月31日止年度，冠輝有506名客戶，包括物業管理公司、學校、倉庫營運商、物業重建商及建築公司，合共有1209名員工，其中1173名為全職及兼職保安員提供專人保安護衛及相關服務
股份在2014年8月20日於港交所創業板上市。配售股份價格為0.3至0.4港元之間，配售股份為1.6億股，集資額為2980萬港元。
2016年7月4日冠輝集團主要股東Optimistic King向公司執行董事陳運逴全數出售手上持有的13.04億股公司股份，約佔公司已發行股本20.38%。每股股份作價0.1元。

## 連結
- kingforce.com.hk （页面存档备份，存于）